# Kanykey Planitia
Kanykey Planitia est une plaine située sur Vénus dans le quadrangle de Carson. Elle a été nommée en référence à Kanykey, héroïne de l'épopée de Manas, épopée kirghize ; c'est l'épouse du chevalier Manas.